# 대한민국 민법 제748조
대한민국 민법 제748조는 수익자의 이익반환범위에 대한 민법 채권법 조문이다.

## 조문
대한민국 민법 제748조 (수익자의 반환범위)

① 선의의 수익자는 그 받은 이익이 현존한 한도에서 전조의 책임이 있다.
② 악의의 수익자는 그 받은 이익에 이자를 붙여 반환하고 손해가 있으면 이를 배상하여야 한다.

第748條(受益者의 返還範圍) ① 善意의 受益者는 그 받은 利益이 現存한 限度에서 前條의 責任이 있다.
② 惡意의 受益者는 그 받은 利益에 利子를 붙여 返還하고 損害가 있으면 이를 賠償하여야 한다.

## 사례
설립등기가 되어 있지 않은 재건축 조합 A가 을 회사와 재건축 아파트를 신축공사의 체결하였는데 조합의 정관에는 공동사업에 관하여 채무를 부담하는 경우에는 총회결의를 받기로 되어있으므로 이 계약은 대표권 제한에 위반하여 무효이고, 조합이 악의라면 을 회사가 지급한 대금은 받은 돈과 그 받은 날로부터 반환시까지 법정이자를 붙여 반환할 의무가 있다

## 판례
- 수익자의 선의 악의 판단기준은 오로지 법률상 원인 없는 이득임으로 알았는지 여부로 결정한다.[2]

- 선의의 수익자에 대한 부당이득금반환청구권자는 그 현존이익 사실을 입증할 책임이 있다.[3]

- 법률상 원인없이 타인의 재산 또는 노무로 인하여 이익을 얻고 이로 인하여 타인에게 손해를 가한 경우 그 이득금산정의 시기와 방법에 관하여는 법률상 특별한 제한이 없으며 그 취득한 것이 금전상의 이득인 때에는 그 금전은 이를 취득한 자가 소비하였는가의 여부를 불문하고 현존하는 것으로 추정된다.[4]

## 참고문헌
- 김상중. "쌍무계약의 무효·취소에 따른 과실·사용이익의 반환 -민법 제201조와 제748조의 관계에 대한 판례법리의 재조명-." 민사법학 37.- (2007): 147-185.
- 정희림. (2018). 민법 제748조 제2항의 악의 [석사학위논문, 고려대학교].
- 서종희. (2017). 민법 제748조 제2항의 ‘손해’의 법적 성질. 재산법연구, 34(1), 37-77.
- 이근영. (2014). 민법상 부당이득 반환범위에 관한 소고 – 민법 제747조, 제748조 해석론을 중심으로 -. 민사법의 이론과 실무, 17(2), 55-96.
- 김준호. (2008, 11). 민법 제201조의 적용범위. 고시계, 53(12), 84-91.
- 김상용. (2005). 不當利得으로서의 果實의 返還範圍에 관한 民法 第201條와 第748條와의 關係. 민사판례연구,(27), 409-435.